# Harvey Worthington Loomis

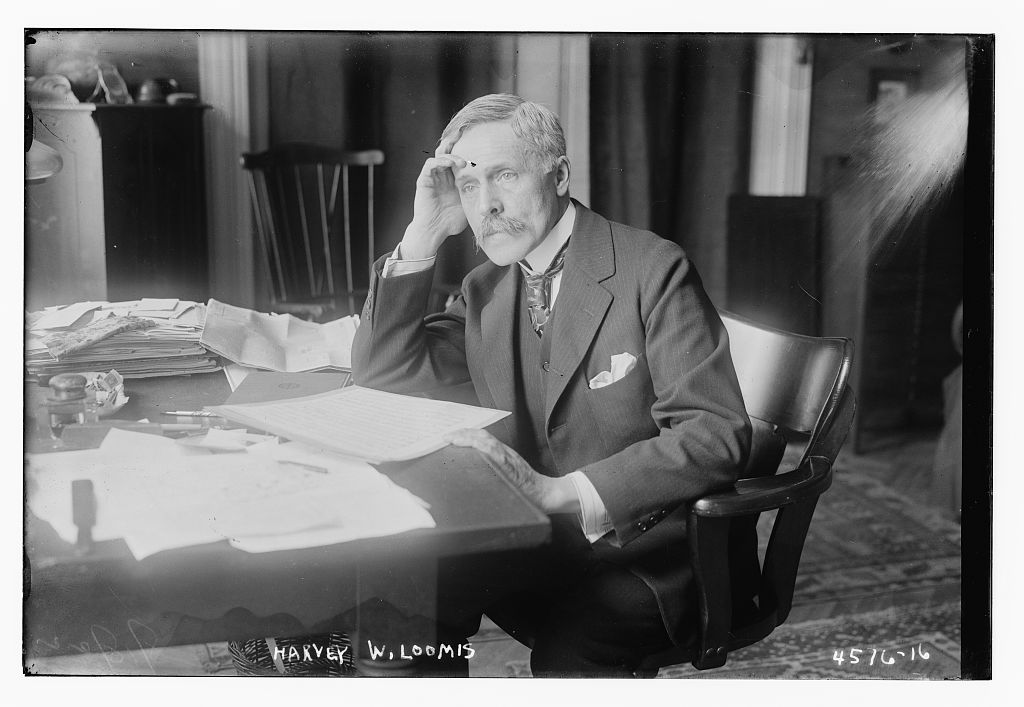
Harvey Worthington Loomis

Harvey Worthington Loomis (* 5. Februar 1865 in New York City; † 25. Dezember 1930 in Boston) war ein US-amerikanischer Komponist.
Loomis war am National Conservatory Schüler von Antonín Dvořák. Er komponierte fünf Opern, Schauspielmusiken und Musiken zu Pantomimen, zwei Melodramen, Chorwerke, Klavierstücke (Lyrics of the Red Man, 1903–04) und Lieder. Außerdem veröffentlichte er zwei Hefte mit indianischen Liedern.